# Ananda-Mahidol-Stiftung
Die Ananda-Mahidol-Stiftung (Thai: มูลนิธิอานันทมหิดล) ist eine gemeinnützige Stiftung des thailändischen Königs.

## Ziele
Die Stiftung unterstützt Absolventen (im Allgemeinen mit Bachelor-Graden) mit guten Leistungen dabei, ihre Studien im Ausland fortzusetzen. Dabei wird erwartet, dass sie anschließend nach Thailand zurückkehren und dem Land auf ihrem jeweiligen Fachgebiet helfen.

## Geschichte
1955 finanzierte König Bhumibol Adulyadej ein Pilotprojekt (Ananda-Mahidol-Fonds), das zum Ziel hatte, gute Absolventen des Landes im Ausland studieren und ihre Kenntnisse und Fähigkeiten vertiefen zu lassen. Am 3. April 1959 beschloss der König, den Namen des Projekts den heutigen Namen zu ändern und spendete 20.000 Baht aus seinem persönlichen Budget im Andenken an seinen früh verstorbenen Bruder, König Rama VIII. Ananda Mahidol. Gleichzeitig erkannte er ein erstes Stipendium für ein ausländisches Studium der Medizin zu.
Im Einklang mit den Zielen der Stiftung wurden mehrere Forschungsinstitute gegründet, an denen die zurückgekehrten Stipendiaten ihr Wissen an die jüngere Generation weitergeben.

## Verwaltung
König Bhumibol Adulyadej (Rama IX.) fungierte bis zu seinem Ableben als Ehrenpräsident der Stiftung.
Das erste zehnköpfige Steuerungsgremium wurde von der Mutter des Königs, Srinagarindra, geleitet. Seit deren Ableben 1995 ist Prinzessin Maha Chakri Sirindhorn Vorsitzende eines 18-köpfigen Aufsichtsgremiums.